# Michael Bartels
Michael Bartels (Plettenberg, 8 de março de 1968) é um automobilista alemão.

## Início de carreira
Bartels iniciou a carreira em 1985, aos 17 anos, no kart No ano seguinte, faz sua estreia nos monopostos na Fórmula Ford, onde sagra-se campeão em sua primeira temporada. Passaria ainda na Fórmula 3 alemã entre 1988 e 1989
Em 1990, acertou sua ida para a Fórmula 3000, pilotando na equipe CoBRa, tendo um sexto lugar como melhor resultado. Permaneceu na categoria em 1991, sem marcar pontos. Regressaria em 1992, com a equipe Crypton, obtendo quatro pódios e terminando em quarto lugar. Em 1993, disputaria sua última temporada na F-3000, na equipe Pacific.

## A passagem pela Fórmula 1
Em 1991, Bartels foi escalado pela Lotus, tentando se qualificar para 4 GP's com a equipe inglesa, que vivia delicada situação financeira; porém, o alemão não conseguiu qualificar seu carro em nenhuma corrida. 
As quatro tentativas de Bartels foram nos GPs da Alemanha (entrou no lugar de Johnny Herbert, que correria uma prova no Japão), Hungria, Itália e Espanha de 1991. Em Hockenheimring e Monza, ele chegou à 28ª posição no treino classificatório, mas na época somente os 26 melhores largavam para a corrida.
Bartels tem como marco em sua carreira o fato de ter sido o último piloto alemão a correr na Fórmula 1 antes da estreia de Michael Schumacher, no GP da Bélgica de 1991, colocando fim a uma geração de pilotos do país que não tiveram êxito na categoria, como Volker Weidler, Christian Danner, Bernd Schneider e Joachim Winkelhock.

## Carreira nas categorias de Turismo e nos Protótipos

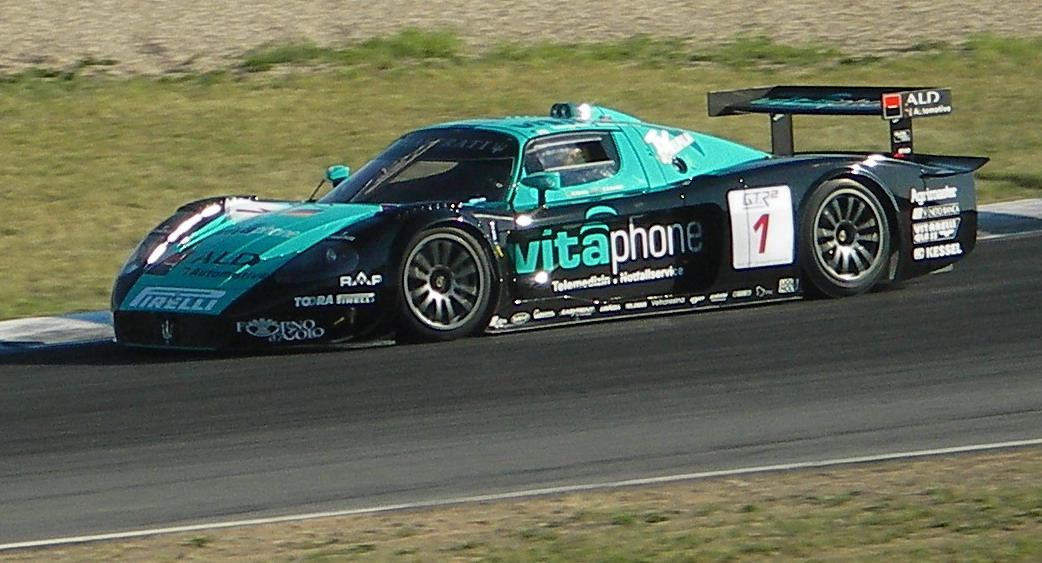
Michael Bartels no Vitaphone Racing Maserati MC12

Depois de sua meteórica passagem na Fórmula 1, Bartels construiu uma sólida carreira em competições de Turismo e Protótipos, competindo no DTM - principal categoria de Stock-Cars da Alemanha - e no FIA GT, em que foi campeão em 2006, na categoria GT1, ao lado do italiano Andrea Bertollini.
Durante 7 anos (1992 a 1999), Michael namorou a tenista alemã Steffi Graf.

## Resultados completos na Fórmula 1
| Ano  | Equipe | Chassi     | Motor   | 9      | 10     | 12     | 14     | Final | Pontos |
| ---- | ------ | ---------- | ------- | ------ | ------ | ------ | ------ | ----- | ------ |
| 1991 | Lotus  | Lotus 102B | Judd V8 | ALE NQ | HUN NQ | ITA NQ | ESP NQ | -     | 0      |